# Françoise Duparc
Pour les articles homonymes, voir Duparc.
Françoise Duparc, née à Murcie (Espagne) le 15 octobre 1726, et morte à Marseille le 2 octobre 1778, est une artiste peintre française, active à Marseille après avoir parcouru l'Europe.

## Biographie
Antoine Duparc, son père, sculpteur marseillais réputé, s'est établi à Murcie et s'est marié avec Gabrielle Negrela, de nationalité espagnole. Elle naît à Murcie en 1726. Elle a pour parrain le gouverneur de la ville. La famille étant rentrée à Marseille en 1730, Françoise Duparc est initiée à la peinture par son père et fait son apprentissage dans l'atelier de Jean-Baptiste van Loo à Aix-en-Provence de 1742 à 1745.
Il est assez difficile de suivre son parcours car elle travaille dans différentes villes d'Europe : Paris, Londres où elle participe à deux salons en 1763 et 1766, et Breslau où elle retrouve une de ses sœurs, Claire.
Vers 1771, elle rentre à Marseille où elle est reçue à l'Académie de Marseille en 1776. Elle meurt peu après, le 2 octobre 1778. Son inventaire après décès fait état de quarante-et-un tableaux qui n'ont pas été retrouvés à l'exception des quatre toiles léguées par l'artiste à la ville de Marseille, actuellement conservées au musée des Beaux-Arts de cette ville. Ces tableaux (Jeune Femme à l'ouvrage ; dite autrefois La Tricoteuse ou La Ravaudeuse, La Marchande de tisane ; dite autrefois La Laitière, La Vieille et L'Homme à la besace), dont le style reprend aimablement le réalisme humble des frères Le Nain, s'inscrivent dans la lignée des petits métiers des Cris de Paris dessinés par Edmé Bouchardon, largement diffusés par la gravure à partir de 1738.

## Œuvres

### France
Au musée des Beaux-Arts de Marseille :
- Jeune Femme à l'ouvrage ; dite autrefois La Tricoteuse, huile sur toile, 78 × 64 cm[4] : cette femme cousant est absorbée par son travail avec naturel et seulement une commode pour décor ;
- La Marchande de tisane ; dite autrefois La Laitière, huile sur toile, 78 × 64 cm[5] : une jeune femme est vêtue d'une robe grise et d'un tablier blanc ; elle porte la coiffe blanche des femmes du peuple. Une fontaine est suspendue à ses épaules et elle tient un gobelet à la main. Cette toile s'est longtemps intitulée La Laitière[6]. Cette appellation surprend car les gravures de l'époque représentent les laitières portant le lait dans des pots en fer blanc placés sur leur tête ou tenus à bout de bras. C'est en 1938 que Joseph Billioud, archiviste, retrouve le testament de Françoise Duparc où il est précisé que dans les quatre tableaux légués à la ville figure La Marchande de tisane[7] ;
- La Vieille, huile sur toile, 72 × 58 cm[8] : avec les bras croisés, elle pourrait représenter une blanchisseuse comme le laissent supposer son visage coloré et ses bras rougis par l'eau chaude des lessives;
- L'Homme à la besace, huile sur toile, 78 × 64 cm[9] : le modèle porte un costume militaire élimé et tient sur sa poitrine une besace probablement remplie d'« estrasses », terme marseillais pour désigner de vieux chiffons. Il s'agirait donc d'un « estrassaïre » ou chiffonnier.

Au musée Hyacinthe-Rigaud de Perpignan :
- Tête de jeune fille, huile sur toile, 35 × 47 cm

Œuvres de Françoise Duparc
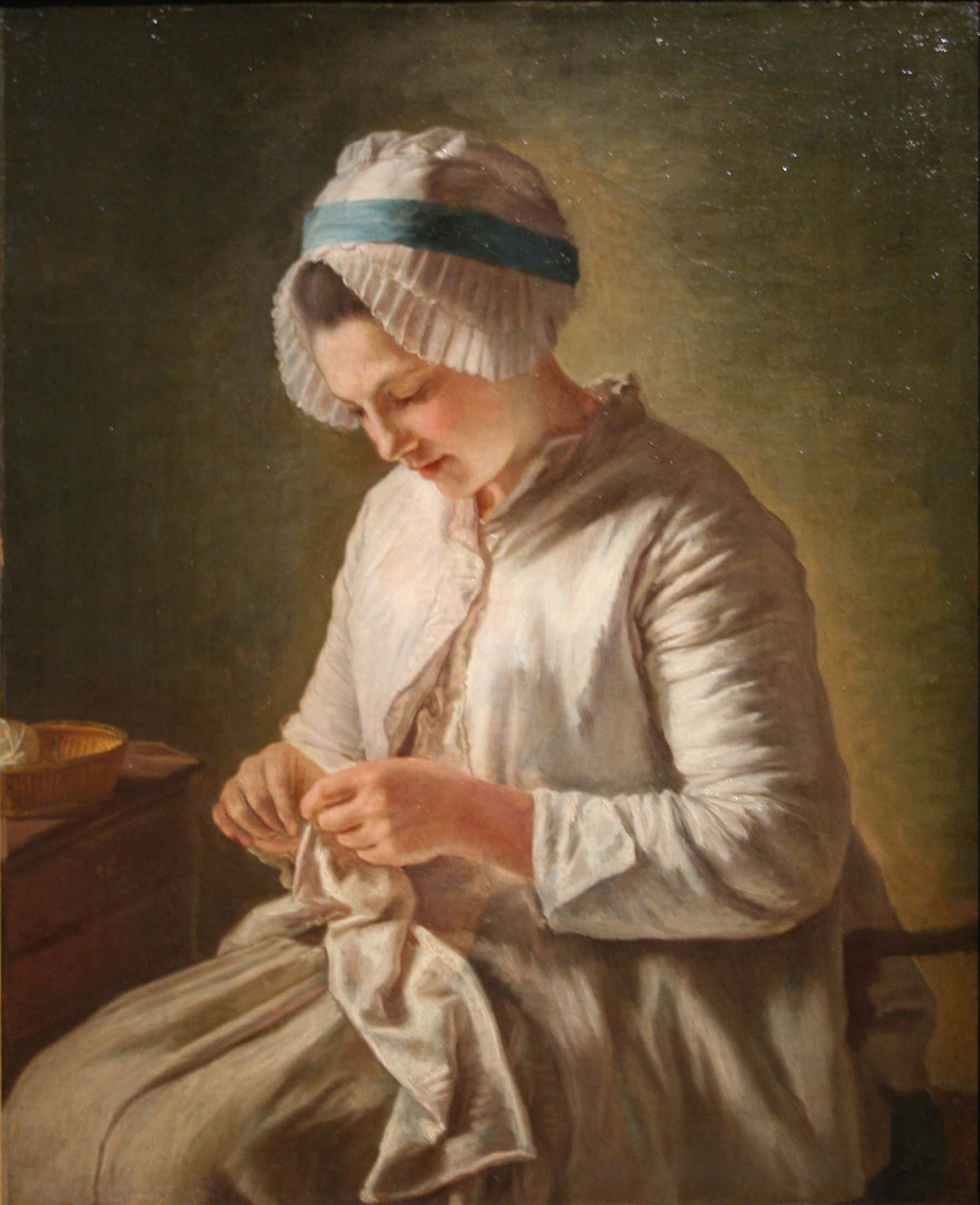
Jeune Femme à l'ouvrage ; dite autrefois La Tricoteuse, Marseille.
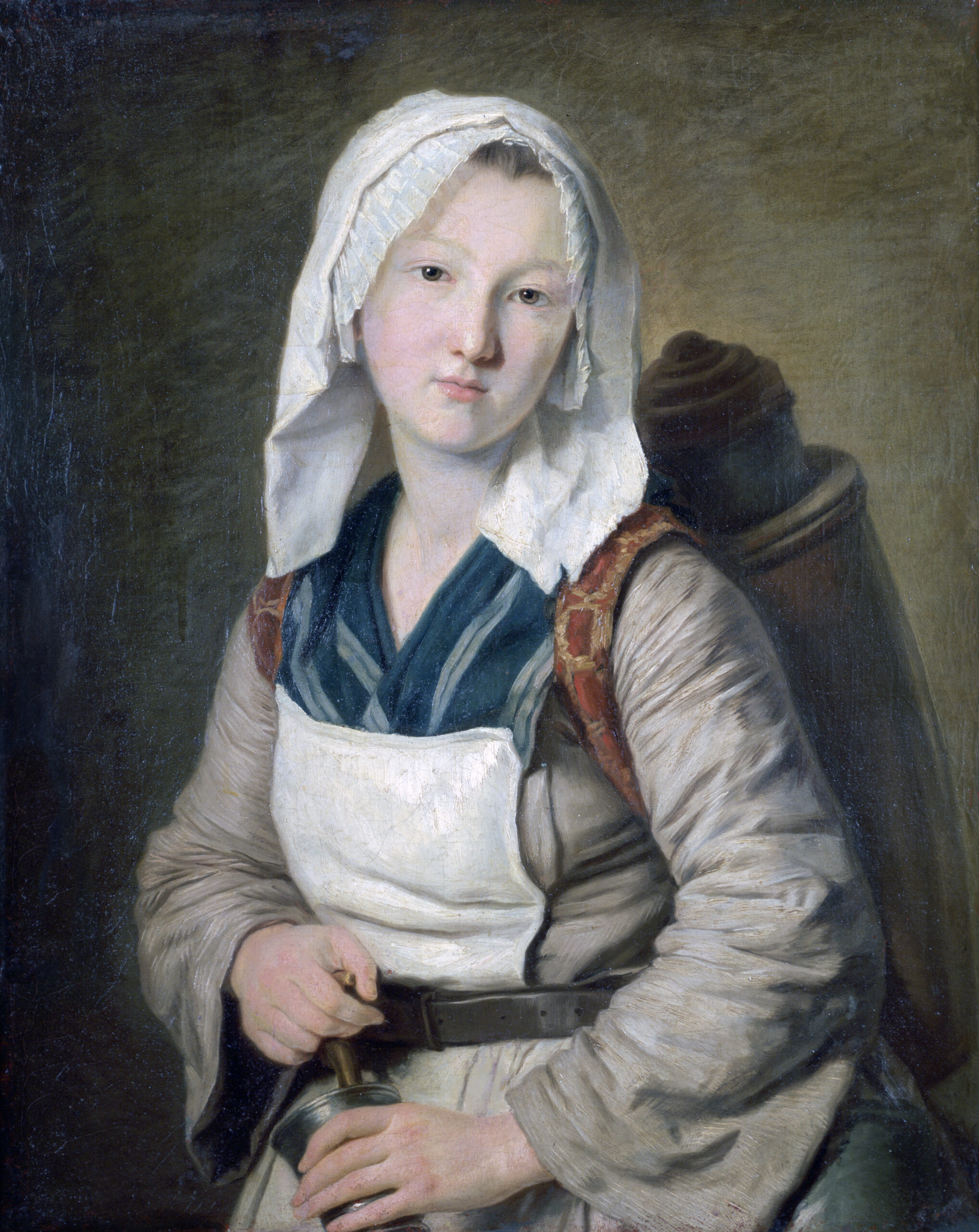
La Marchande de tisane ; dite autrefois La Laitière, Marseille.
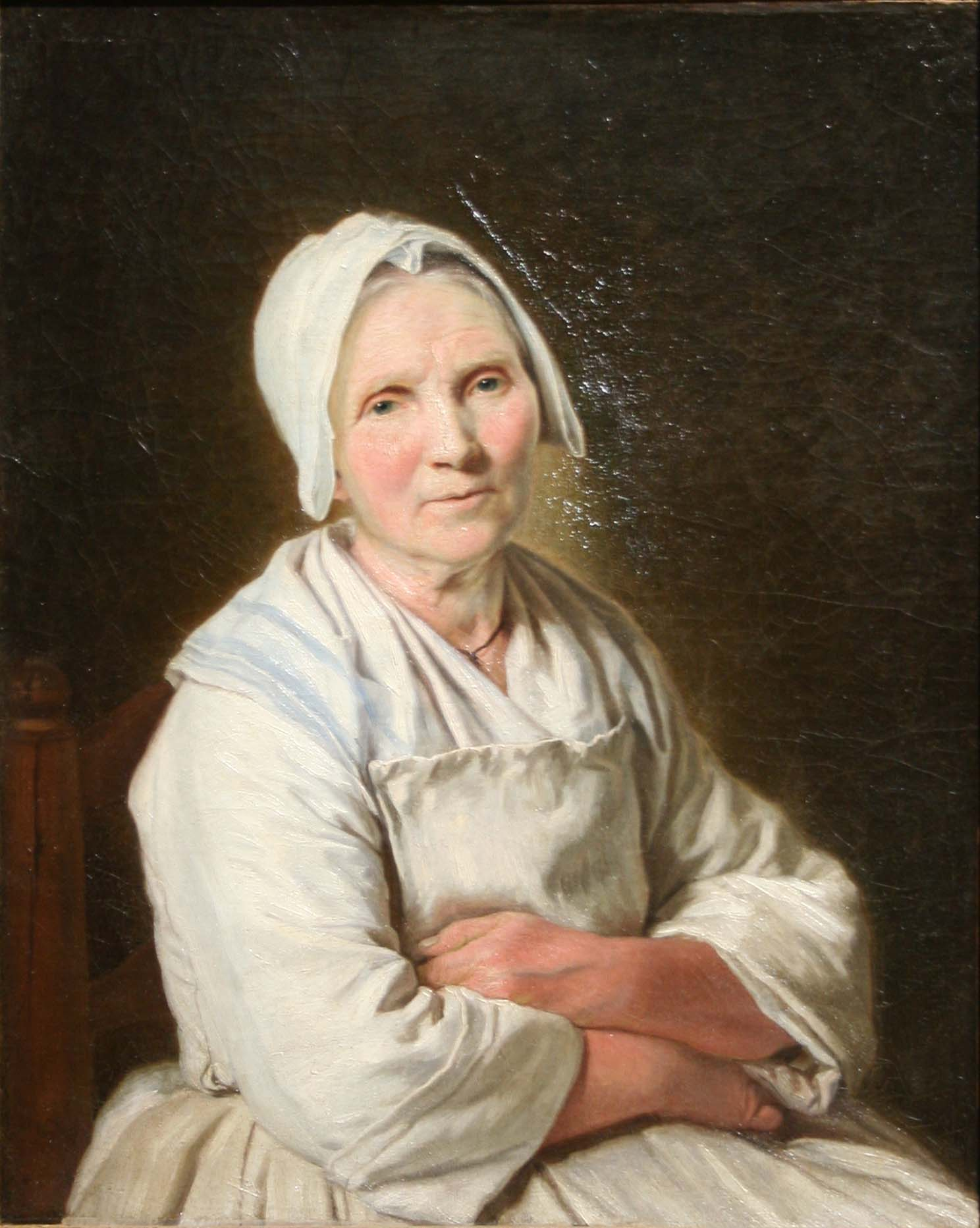
La Vieille, Marseille.
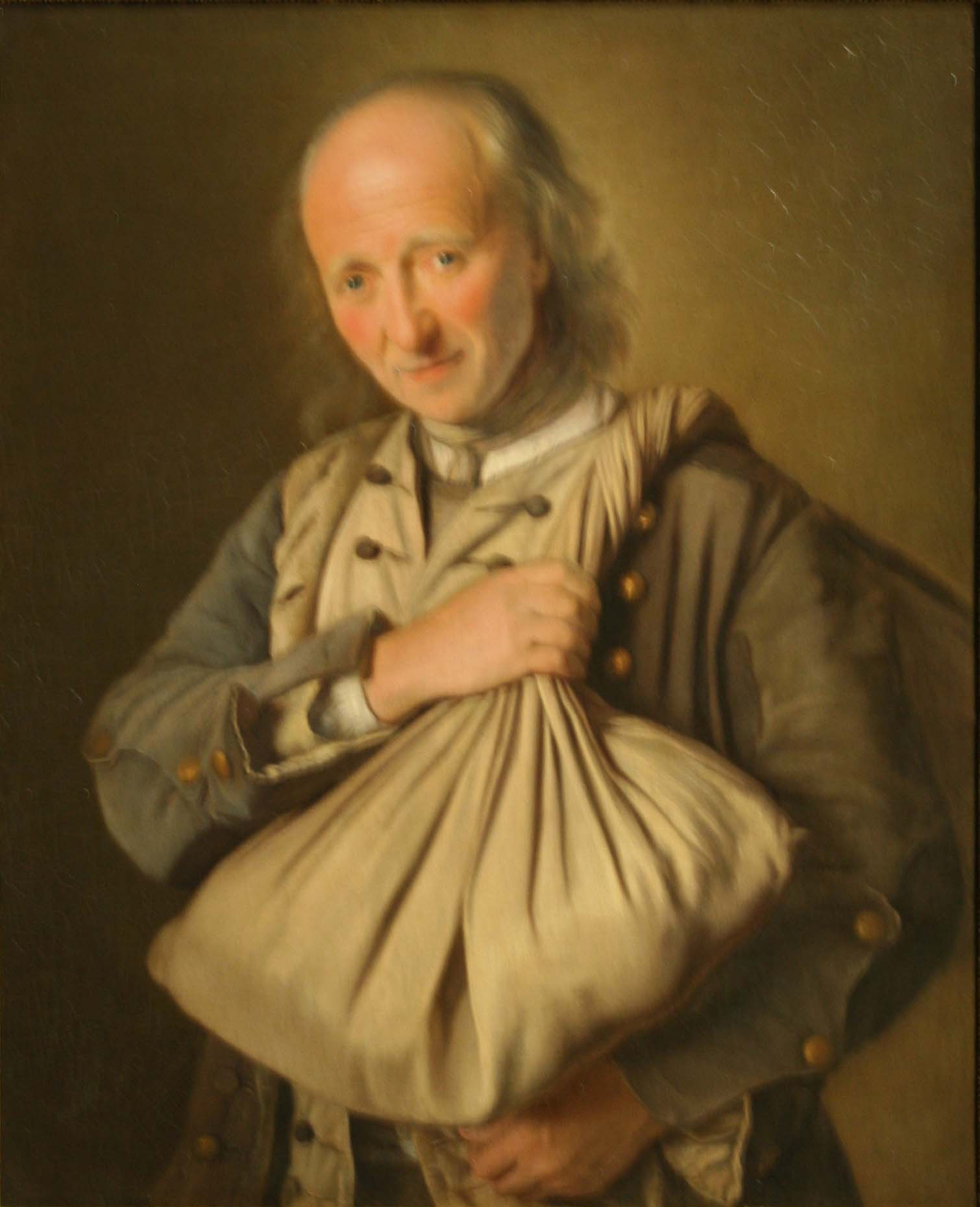
L'Homme à la besace, Marseille.
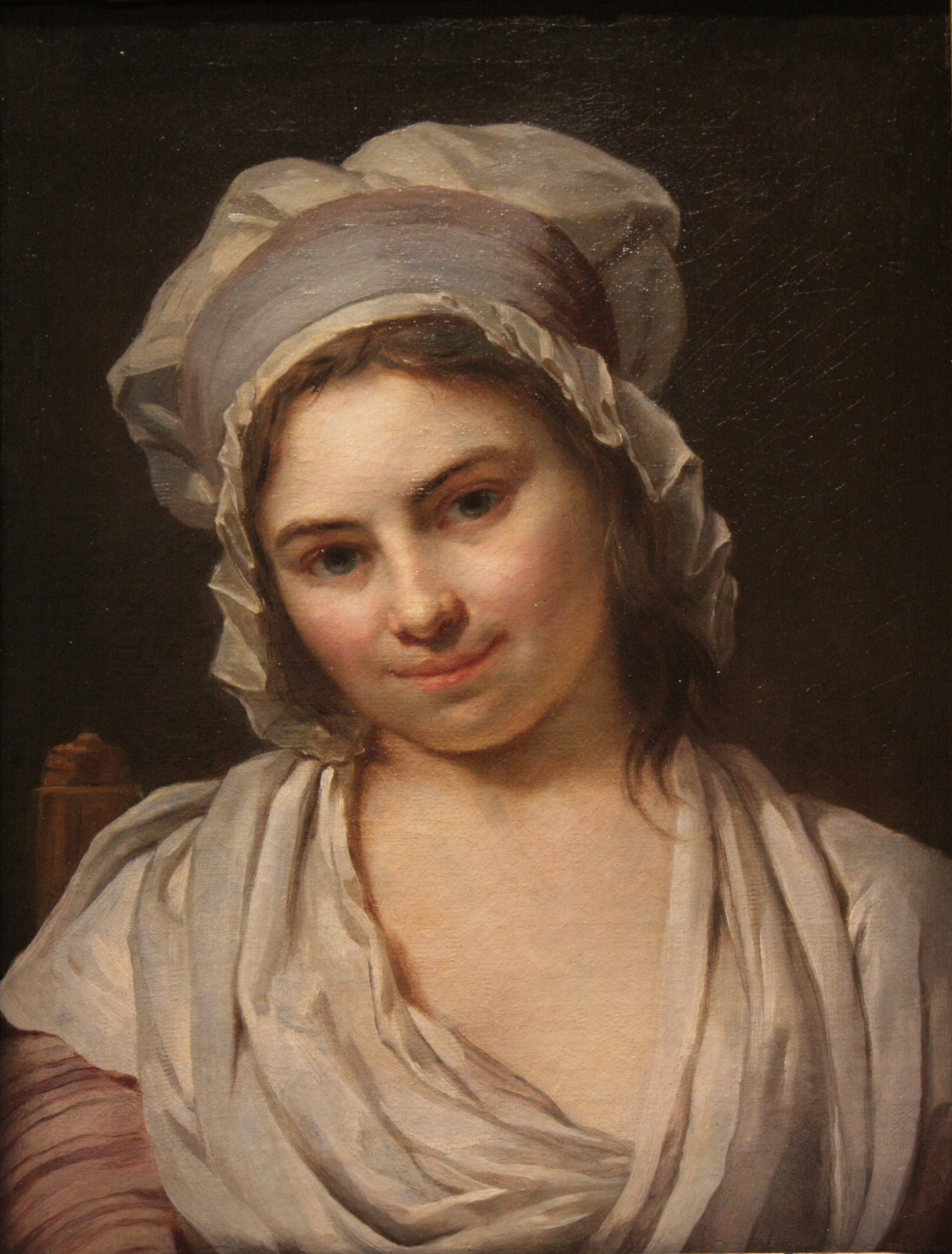
Tête de jeune fille, Perpignan.

## Distinctions et hommages
Françoise Duparc est membre de l'Académie des sciences, lettres et arts de Marseille. Un boulevard du 4e arrondissement de Marseille porte son nom.